# Chevillèles
Chevillèle est une ancienne commune de l'Aube mentionnée dès 1185 qui dépendait de la Mairie royale des Noës. En 1790, elle devient une commune avant d'être réunie à Saint-Germain le 27 fructidor An III.
Elle dépendait de la paroisse de Laines-aux-Bois et avait 79 habitants en 1787 et 46 en 1790. Il y avait une maison seigneuriale attestée en 1620 et la seigneurie était tenue par Mme Corrard de Bréban et M. Truelle en 1787 ; Bréban étant au finage de Chevillèle.